# Phyllodactylus nolascoensis
Phyllodactylus nolascoensis (листопалий гекон ноласцький) — вид геконоподібних ящірок родини Phyllodactylidae. Ендемік Мексики. Раніше вважався підвидом Phyllodactylus homolepidurus.

## Опис
Phyllodactylus nolascoensis — гекон середнього розміру, довжина якого (без врахування хвоста) становить 45-62 мм. Цей вид відрізняється від P. homolepidurus більшою кількістю збільшенних спинних горбочків (14-16 рядів). У нього є від 41 до 48 паравертебральних горбочків, а не 31-41, як у P. homolepidurus.

## Поширення і екологія
Ноласцькі листопалі гекони є ендеміками острова Сан-Педро-Ноласко в Каліфорнійській затоці. Вони живуть в сухих чагарникових заростях, серед скель.